# Szentpétery Zsigmond (geológus)
Királyhelmeczi Szentpétery Zsigmond (Nagykőrös, 1880. július 17. – Budapest, 1952. április 17.) geológus, petrográfus, egyetemi tanár, a kolozsvári Ferenc József Tudományegyetem rektora, az Erdélyi Nemzeti Múzeum ásványtárának igazgatója, az MTA tagja.

## Életpályája
Elemi és középiskolai tanulmányait szülővárosában végezte. A kolozsvári és a müncheni egyetemeken tanult 1898–1902 között. 1903-ban természetrajz-földrajz szakos tanári diplomát szerzett a kolozsvári egyetemen. Ezután az egyetem ásványi és földtani intézetében dolgozott Szádeczky-Kardoss Gyula tanszékvezető irányítása alatt. 1904-ben doktori fokozatot, 1911-ben pedig magántanári képesítést szerzett. 1923-tól, már a szegedi egyetemen, nyilvános rendes tanárrá nevezik ki. Az első világháború végén a menekülő egyetemmel tartott, 1920-tól Budapesten, majd 1921-től Szegeden tanított, ahol 1924-től 1940-ig tanszékvezető.
Az MTA 1929-ben levelező, majd 1946-ban rendes tagjává választotta. Kétszer volt a természettudományi kar dékánja, 1927–1929 és 1936–1937 között. 1940-ben a Kolozsvárra visszatért egyetemmel tartott, nagy lendülettel vetette bele magát a munkába, 1941–1942-ben rektor is volt. 1944-ben újra elhagyni kényszerült Kolozsvárt, ezután Budapesten a Magyar Nemzeti Múzeumban dolgozott haláláig.
Sírja a Farkasréti temetőben van.

## Munkássága
Tudományos munkássága főként a kőzettan területére terjed ki. Vizsgálta az Erdélyi-érchegység, a Gyulai-Torockói-Persány hegység eruptív kőzeteit.
Foglalkozott Szerbia és Montenegró kőzettanával, élete végén pedig a Bükk-vidék és a Börzsöny kőzeteivel.